# Distretto di Ruse
Il distretto di Ruse (in bulgaro Област Русе?) è uno dei 28 distretti della Bulgaria.

## Comuni
Il distretto è diviso in 8 comuni:
| Comune     | Bulgaro    | Pop.    |
| ---------- | ---------- | ------- |
| Bjala      | Бяла       | 10.460  |
| Borovo     | Борово     | 2.587   |
| Cenovo     | Ценово     | 6.773   |
| Dve Mogili | Две Могили | 4.771   |
| Ivanovo    | Иваново    | 10.126  |
| Ruse       | Русе       | 191.606 |
| Slivo Pole | Сливо Поле | 13.442  |
| Vetovo     | Ветово     | 17.481  |